# Roton (Physik)
Das Roton ist eine Anregung von suprafluiden Flüssigkeiten, die von dem russischen Physiker Lew Landau eingeführt wurde. Dieses Quasiteilchen beschreibt die makroskopischen Rotationszustände der suprafluiden Flüssigkeit.

## Geschichtlicher Überblick

Die Dispersionsrelation von Helium II-Anregungen.
Für hat man den linearen Zuwachs der Phononen, nach einem Maximum findet man die Rotonen als metastabile Anregung.

Landaus Ansatz 1941 zur Betrachtung von Helium II bestand in der Quantisierung der beiden makroskopischen Größen Dichte und Geschwindigkeit der Flüssigkeit. Außer der Dispersionsrelation der kollektiven Anregung betrachtete er unter anderem die Wärmekapazität, leitete die hydrodynamischen Gleichungen der Quantenflüssigkeit her und sagte darin den Zweiten Schall vorher. Für niedrige Temperaturen beschrieb er das System als ein Zweiflüssigkeitenmodell, bestehend aus einer suprafluiden und einer normalfluiden Komponente. Der Anteil der suprafluiden Komponente ist dabei temperaturabhängig; diese Komponente verschwindet mit dem Phasenübergang von Helium II auf Helium I am Lambdapunkt. Als Ergebnis dieser makroskopischen Theorie unterschied er Phononen und Rotonen als zwei mögliche kollektive Anregungen der gesamten Quantenflüssigkeit. Den Namen Roton hat er dabei Igor Jewgenjewitsch Tamm zugeschrieben.
Andronikashvili versuchte 1946 Landaus Postulate experimentell zu überprüfen. Er maß die Viskosität von Helium II, indem er 100 hauchdünne, runde Aluminiumfolien von ca. 13 μm Dicke im Abstand von 0,2 mm in das Helium senkte, die im Mittelpunkt an einem Draht aufgehängt waren, um den sie sich drehen konnten. Mit dieser Anordnung hatte er einen möglichst großen Impulsübertrag von den aufgehängten Folien auf das flüssige Helium, das er in eine Rotationsbewegung versetzen wollte. Er stellte dabei fest, dass sich die suprafluide Komponente erst ab einer bestimmten Mindestgeschwindigkeit mitbewegt. Seine Experimente zielten nur auf makroskopische Größen.
Richard Feynman schlug Ende der 1950er Jahre vor, die Dispersionsrelation der Anregungen durch Streuexperimente mit Neutronen zu untersuchen. Die Ergebnisse stimmten mit Landaus Postulaten überein.
Durch die Experimente von William Frank Vinen wurde gezeigt, dass die makroskopische Rotationsbewegung quantisiert ist, und dass die Rotonen Quanten des Drehimpulsbetrags tragen.

## Roton-artige Dispersionsrelationen
Der Begriff roton-artig (englisch roton-like) wird für die vorhergesagten Eigenmoden in 3D Metamaterialien verwendet, welche in ihrer Struktur nicht-lokale Kopplung (englisch beyond-nearest-neighbor coupling) aufweisen. Die experimentelle Beobachtung einer roton-artigen Dispersionsrelation gelang unter atmosphärischen Bedingungen für akustische Druckwellen in einem kanalbasierten Metamaterial im hörbaren Frequenzbereich, sowie für transversale elastische Wellen in einer polymerbasierten Metamaterialmikrostruktur im Ultraschallbereich. Bis zu diesem Punkt beschränkten sich theoretische Betrachtung und Experimente lediglich auf Wellen, die entlang einer Raumrichtung propagierten. Nachfolgende theoretische Forschung erweiterten die nicht-lokale Kopplung für Wellen, welche entlang zwei, sowie entlang drei Dimensionen propagieren. Isotropes Verhalten wurde bisher jedoch noch nicht erzielt.
Der Transfer der nicht-lokalen Kopplung wurde in einem elektromagnetischen (photonischen) Metamaterial bestehend aus einem BNC-Kabelnetzwerk realisiert.
Weiterführend wurde eine roton-artige Dispersion für elastische Wellen durch gänzlich andere Mechanismen realisiert. 2023 gelang es unter Ausnutzung extrem chiraler Kopplungen in einer polymerbasierten Metamaterialmikrostruktur im Ultraschallbereich ebenfalls eine roton-artige Dispersion vorherzusagen und experimentell nachzuweisen. Wenig später wurde eine roton-artige Dispersion durch zurück gefaltete, "weiche" Moden in einem extremalen Cauchy-elastischen Material (nach Milton et al.) prognostiziert und experimentell bestätigt.